# 八重洲一丁目北地区
八重洲一丁目北地区（やえすいっちょうめきたちく）は東京都中央区にある再開発地区。デベロッパーは東京建物、東京ガス不動産、明治安田生命保険、大成建設。施工は大成建設が担当である。

## 概要
43階建ての超高層ビルを建設し、高層階にオフィス、低層階に商業施設を配置する予定。さらに、日本初となる高級ホテルブランドThe Ascott Limitedを誘致する。